# 다이촨쩡
다이촨쩡(戴传曾(대전증), 1921년 12월 21일 ~ 1990년 11월 18일)은 중화인민공화국의 철학자 겸 핵물리학자 및 대학 교수이다.

## 생애

### 일생
저장 성 닝보에서 서얼 후손으로 출생하여 지난날 한때 저장 성 항저우에서 잠시 유아기를 보낸 적이 있는 그는 1942년 시난 연합대 역사학과 학사 학위 취득 이후 1942년 3월부터 1944년 12월까지 국민정부 시대 중화민국 대륙 본토 광둥 성 광저우 지방에서 소학교 교사로 있다가 1944년 12월에 그만두었으며 1945년 1월, 홀어머니를 모시고 영국을 유학하여 1947년 영국 리버풀 대학교 대학원 원자핵물리학과 이학석사 학위 취득하였으며 1951년 영국 리버풀 대학교 대학원 철학박사 학위 취득하여 같은 해 1951년에 어머니와 함께 중화인민공화국 광둥 성 광저우 지방을 통하여 귀국하였다. 그는 6년간 영국 유학을 하는 와중에 자신의 친가 직계 일족들이 국부천대 사태로 인하여 중화인민공화국 대륙 본토를 떠나 자유중화민국 타이완으로 떠나는 생이별 비극을 겪었지만 결국 그는 중화인민공화국 대륙 본토에 잔류하면서 홀어머니와 함께 베이징으로 건너가 칭화 대학교 교수, 중국핵학회 상무이사 등을 지냈다.